# Rammstein (альбом)
Безымянный седьмой студийный альбом немецкой NDH-группы Rammstein, также называемый как Rammstein, одноимённо названию группы, был выпущен 17 мая 2019 года. Официально альбом был анонсирован 28 марта 2019 года, одновременно с выпуском сингла «Deutschland». Концертный тур в поддержку альбома начался 27 мая 2019 года.

## Запись
Предыдущий альбом группы — Liebe ist für alle da вышел в 2009 году. После этого группа отправилась в мировое турне в поддержку альбома. После небольшого перерыва в 2011 году группа сразу же отправилась в следующий тур — Made in Germany, который продлился до 2013 года. Следующие 2 года от группы практически не было сообщений.
Первым, кто заговорил о записи седьмого студийного альбома, стал Тилль. В 2015 году он вместе с Петером Тэгтгреном основал проект Lindemann и они уже успели выпустить первый студийный альбом. Сразу после этого среди фанатов стали расползаться слухи о том, что группа распалась, а участники прекратили творческую деятельность. Чтобы развеять слухи, Тилль рассказал, что в сентябре группа соберётся для предпроизводства альбома. Это оказалось правдой, и уже в октябре 2015 года на официальном сайте группы появилось фото из студии.
Во время записи альбома Liebe ist für alle da атмосфера в группе была довольно напряжённая. Из-за этого группа решила внести некоторые изменения: в течение тура в 2016-17 годах участники группы будут жить отдельно друг от друга. Также изменения коснулись продюсера — после шести студийных альбомов, записанных с Якобом Хелльнером, он был заменён на Ольсена Инвольтини. Ранее он уже участвовал в записи альбомов для Emigrate.
С началом фестивального тура в 2016 году группа представила новую песню под рабочим названием Ramm4, написанную в 2015 году. В одном из интервью соло-гитарист группы Рихард Круспе сказал о 35 треках, которые группа написала для альбома. Скорее всего, речь шла о набросках треков, а не целых песнях.
В 2018 году началась запись, в сентябре 2018 года группа посетила Минск для записи хора, а в октябре Рихард сообщил в интервью, что 16 песен, в компании с самим Рихардом и Ольсеном отправлены на сведение Ричу Кости в Санта-Монику. Однако времени для сведения всех песен не хватает и готовыми остаются только 11 треков. Впрочем, это является стандартным количеством песен на альбомах группы.
28 марта группы выпустила сингл Deutschland и сообщила дату выхода альбома — 17 мая 2019 года.
Изначально группа не дала названия альбому и даже не показала его обложку. По мере приближения даты выхода альбома в городах Европы начали появляться афиши с обложкой альбома: спичкой на белом фоне. Фотография сопровождалась надписью: «Новый альбом Rammstein. 17.05.2019».
15 апреля появился тизер Truck Tour. В течение недели, с 17 по 25 мая, по городам Германии, Польши, Австрии, Нидерландов и Бельгии проехалась огромная спичка весом в 1,5 тонны. Во время каждой остановки в одном из городов, фанаты могли получить код, который надо нужно было ввести на официальном сайте группы, чтобы получить билеты на распроданные концерты Stadium Tour в 2019 году. Эти коды являлись отсылками к текстам песен нового альбома.
16 апреля группа выпустила на Youtube небольшие отрывки песен. Каждый день появлялись 3 новые песни. Так, уже на 3 день, 18 апреля, стал полностью известен весь трек-лист альбома.
19 мая каждый желающий в Калифорнии мог сделать себе тату с логотипом группы.
В Германии и Австрии в некоторых магазинах альбом поставлялся со специальной футболкой, которая прилагалась при предзаказа альбома.
Также, после релиза группой был развеян слух о том, что седьмой альбом будет последним и завершит карьеру группы.

## Продвижение
В интервью с Kerrang! в январе 2019 года Рихард Круспе отметил, что для альбома будет снято пять клипов. Тизеры, содержавшие визуальные эффекты, были выпущены уже в конце марта. «Сперва я не верил, что мы и правда выпустим ещё один альбом Rammstein — ведь это так болезненно, — заявил гитарист группы Рихард Круспе. — В прошлый раз мы почти распались… и я очень, очень нервничал из-за этого. Но [в процессе] мы научились уважать и верить друг в друга — и неожиданно я осознал, что по ощущениям все стало как в начале. Круг внезапно стал замыкаться». 28 марта 2019 года была выпущена песня «Deutschland», ставшая ведущим синглом альбома на цифровых платформах, а её почти 10-минутное музыкальное видео было загружено на YouTube. В сингл также вошёл ремикс за авторством Круспе. В этот же день, 28 марта, группа официально обнародовала дату выпуска альбома — 17 мая 2019 года, однако обложку или название они не раскрыли. Видео набрало 19 миллионов просмотров всего лишь через четыре дня. Сингл «Deutschland» был выпущен 12 апреля на виниле и CD, вместе с ремиксом Круспе. Список треков был обнародован в период с 16 по 19 апреля на YouTube-канале группы с фрагментами (не более 30 секунд) из каждой песни. Также 18 апреля там была показана будущая обложка альбома. Менее чем через неделю группа опубликовала тизер на песню «Radio», которая была выпущена 26 апреля. 26 мая на странице группы в Facebook был опубликован тизер к видеоклипу на песню «Ausländer». Премьера видеоклипа состоялась 28 мая. Сингл на песню вышел 31 мая.

## Список композиций
Слова и музыка всех песен — Rammstein (Рихард Круспе, Пауль Ландерс, Тилль Линдеманн, Кристиан Лоренц, Оливер Ридель, Кристоф Шнайдер).
| №                   | Название            | Длительность |
| ------------------- | ------------------- | ------------ |
| 1.                  | «Deutschland»       | 5:23         |
| 2.                  | «Radio»             | 4:37         |
| 3.                  | «Zeig dich»         | 4:15         |
| 4.                  | «Ausländer»         | 3:51         |
| 5.                  | «Sex»               | 3:56         |
| 6.                  | «Puppe»             | 4:33         |
| 7.                  | «Was ich liebe»     | 4:29         |
| 8.                  | «Diamant»           | 2:34         |
| 9.                  | «Weit weg»          | 4:20         |
| 10.                 | «Tattoo»            | 4:11         |
| 11.                 | «Hallomann»         | 4:11         |
| Общая длительность: | Общая длительность: | 46:20        |

## Живое исполнение песен
Концертный тур был анонсирован 2 ноября 2018 года. В течение недели во многих городах Европы, появлялись постеры с изображением стадиона в этом городе. Продажа билетов началась 8 ноября. За один день было продано более 800 тысяч билетов, а в течение пары дней билеты на большинство шоу в Европе были распроданы. Сам тур в поддержку альбома стартовал 27 мая 2019 года в Гельзенкирхене, Германия. Вживую были исполнены все песни с альбома, кроме «Hallomann» и «Weit Weg». Также «Sex» была исполнена на первых 3 концертах, однако после была убрана из сет-листа. Также на концертах вернулись песни «Heirate Mich», последний раз исполненная 18 лет назад на концерте в Колорадо-Спрингс, США и «Rammstein», исполненная в 2005 году в Гётеборге. Впервые за все время исполнения были убраны песни Feuer Frei! и Keine Lust, до это исполнявшиеся на каждом концерте группы.
21 января 2020 года было объявлено о концертах в Северной Америке в 2020 году. 8 мая группа отменила концерты в 2020 году, перенеся их на 2021, в связи с пандемией COVID-19.
24 марта 2021 года, убедившись в том, что к дате продолжения тура пандемия COVID-19 не ослабеет, группа перенесла концерты на 2022 год. Вместе с этим был полностью отменён концерт в Белфасте, и билеты на него были возвращены. Билеты на другие концерты остаются действительны. Также группа использует время для продолжения работы над новыми песнями. Как заявил в начале года Кристиан Лоренц в интервью лейбла Motor, на момент февраля 2021 года 8-й альбом группы уже записан и находится на стадии пост-продакшена.
В ноябре 2021 соло-гитарист Рихард Круспе сказал, что выход восьмого альбома группы ожидается в начале 2022 года перед второй частью Stadium Tour.

## Рецензии
| Совокупная оценка    | Совокупная оценка |
| Источник             | Оценка            |
| -------------------- | ----------------- |
| Metacritic           | 82/100            |
| Оценки критиков      |                   |
| Источник             | Оценка            |
| AllMusic             | [ 28 ]            |
| Clash                | 8/10              |
| Consequence of Sound | B+                |
| Exclaim!             | 8/10              |
| Kerrang!             | [ 32 ]            |
| NME                  | [ 33 ]            |
| Rolling Stone        | [ 34 ]            |
| Sputnikmusic         | 4.2/5             |

Альбом получил всеобщее признание критиков. На сайте-агрегаторе Metacritic альбом имеет среднюю взвешенную оценку в 82 балла из 100 возможных, основываясь на 11 обзорах. Wall of Sound дал альбому 9.5/10 баллов, заявив: «„Rammstein“, по-видимому, является кульминацией предыдущих шести студийных альбомов, взяв лучшие партии последних нескольких десятилетий и объединив их в один альбом и, добавив несколько неожиданных сюрпризов».

## Участники записи
- Тилль Линдеманн — вокал, тексты песен
- Рихард Круспе — соло-гитара, бэк-вокал, тексты песен
- Пауль Ландерс — ритм-гитара, бэк-вокал, тексты песен
- Оливер Ридель — бас-гитара, тексты песен
- Кристоф Шнайдер — ударные, тексты песен
- Кристиан Лоренц — клавишные, семплы, электропианино, тексты песен

## Чарты
| Чарт (2019—2020)                              | Высшая позиция |
| --------------------------------------------- | -------------- |
| Австралия (ARIA)                              | 5              |
| Австрия (Ö3 Austria)                          | 1              |
| Бельгия/Фландрия (Ultratop)                   | 1              |
| Бельгия/Валлония (Ultratop)                   | 1              |
| Канада (Canadian Albums Chart)                | 5              |
| Чехия (ČNS IFPI)                              | 2              |
| Дания (Hitlisten)                             | 1              |
| Нидерланды (Album Top 100)                    | 1              |
| Финляндия (Suomen virallinen lista)           | 1              |
| Франция(SNEP)                                 | 1              |
| Германия (Offizielle Top 100)                 | 1              |
| Греция (Greek Albums)                         | 27             |
| Ирландия (IRMA)                               | 11             |
| Италия (FIMI)                                 | 5              |
| Япония (Oricon)                               | 39             |
| Новая Зеландия (RMNZ)                         | 27             |
| Норвегия (VG-lista)                           | 1              |
| Шотландия (Scottish Albums Chart)             | 2              |
| Польша (ZPAV)                                 | 1              |
| Португалия (AFP)                              | 1              |
| Испания (PROMUSICAE)                          | 2              |
| Швеция (Sverigetopplistan)                    | 2              |
| Швейцария (Schweizer Hitparade)               | 1              |
| Великобритания (UK Albums Chart)              | 3              |
| Великобритания (UK Rock & Metal Albums Chart) | 1              |
| США (Billboard 200)                           | 9              |
| США (Billboard Top Hard Rock Albums)          | 1              |
| США (Billboard Top Rock Albums)               | 2              |

| Чарт (2019)                     | Позиция |
| ------------------------------- | ------- |
| Австрия (Ö3 Austria)            | 1       |
| Бельгия (Ultratop Flanders)     | 3       |
| Бельгия (Ultratop Wallonia)     | 19      |
| Дания (Hitlisten)               | 58      |
| Нидерланды (Album Top 100)      | 17      |
| Франция (SNEP)                  | 57      |
| Германия (Offizielle Top 100)   | 1       |
| Польша (ZPAV)                   | 30      |
| Швеция (Sverigetopplistan)      | 30      |
| Швейцария (Schweizer Hitparade) | 1       |

| Чарт (2010—2019)              | Позиция |
| ----------------------------- | ------- |
| Германия (Offizielle Top 100) | 17      |

## Сертификации
| Регион | Сертификация | Продажи |
| --- | ------------ | ------- |
| Австрия (IFPI Austria)                                                                                                   | Платиновый   | 15 000  |
| Бельгия (BEA) | Золотой      | 10 000  |
| Дания (IFPI Danmark) | Золотой      | 10 000  |
| Франция (SNEP) | Золотой      | 50 000  |
| Германия (BVMI) | 5× Золотой   | 500 000 |
| Польша (ZPAV) | Золотой      | 10 000  |
| * Данные о продажах приведены только на основе сертификации. ^ Данные о тиражах приведены только на основе сертификации. |              |         |

## История выхода
| Регион | Дата        | Формат               | Лейбл     | Источник |
| ------ | ----------- | -------------------- | --------- | -------- |
| Мир    | 17 мая 2019 | ЦД Стриминг          | Universal | [ 8 ]    |
| Мир    | 17 мая 2019 | LP                   | Universal | [ 82 ]   |
| Мир    | 17 мая 2019 | CD                   | Universal | [ 83 ]   |
| Мир    | 17 мая 2019 | CD (Special Edition) | Universal | [ 84 ]   |